# Antigua Nekrasivka
Antigua Nekrasivka  (ucraniano: Стара Некрасівка) es una localidad del Raión de Izmail en el Óblast de Odesa de Ucrania. Según el censo de 2001, tiene una población de 3050 habitantes.